# Acacia (genre)
Pour les articles homonymes, voir Acacia.
Genre
Classification APG III (2009)
Synonymes
Acacia est un genre de plantes à fleurs de la famille des Fabacées (sous-famille des Mimosoidées). Ce sont des arbres et des arbustes. Dans le langage courant, les espèces de ce genre prennent, selon les cas, l'appellation d'acacia, cassier, mimosa, mulga ou encore tamarin.
En France, on désigne souvent du nom commun « acacia » un arbre entièrement différent, le robinier faux acacia de l'espèce Robinia pseudoacacia, alors que l'espèce Acacia dealbata est nommée familièrement « mimosa d'hiver » ou « mimosa des fleuristes » bien qu'elle ne fasse pas partie du genre Mimosa.

## Phytonymie
Le nom acacia vient du mot grec akis signifiant pointe ou épine car de nombreuses espèces du genre se défendent contre les herbivores par des rameaux épineux. La légende de Saint Acace empalé sur des branches d'acacia aurait été engendrée par l'étymologie populaire basée sur la racine grecque de cette plante, akis, qui vient du radical indo-européen °ak présent dans les racines latines communes acer qui signifie « pointu, aigu, perçant » et au figuré « piquant au goût » (les dérivés de cette racine donnent l'acetum « vinaigre », l'acier et acéré, les adjectifs acerbe, âcre et aigre ou encore Acer, nom de genre des érables aux feuilles palmées à lobes pointus), acus qui signifie « aiguille » (d'où les dérivés aigu, acuminé et acumen).

## Caractéristiques

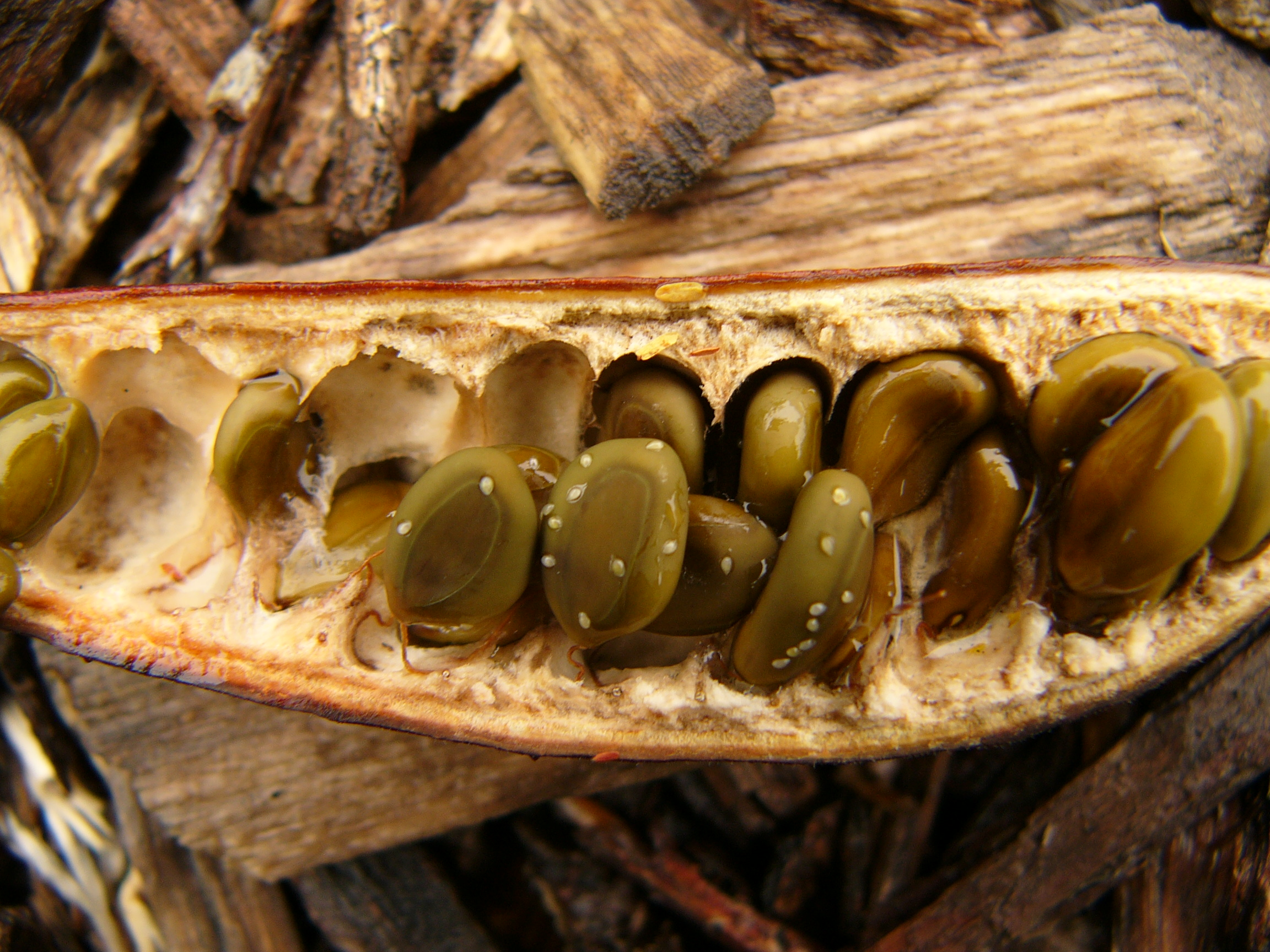
Gousse et graines d'acacia.

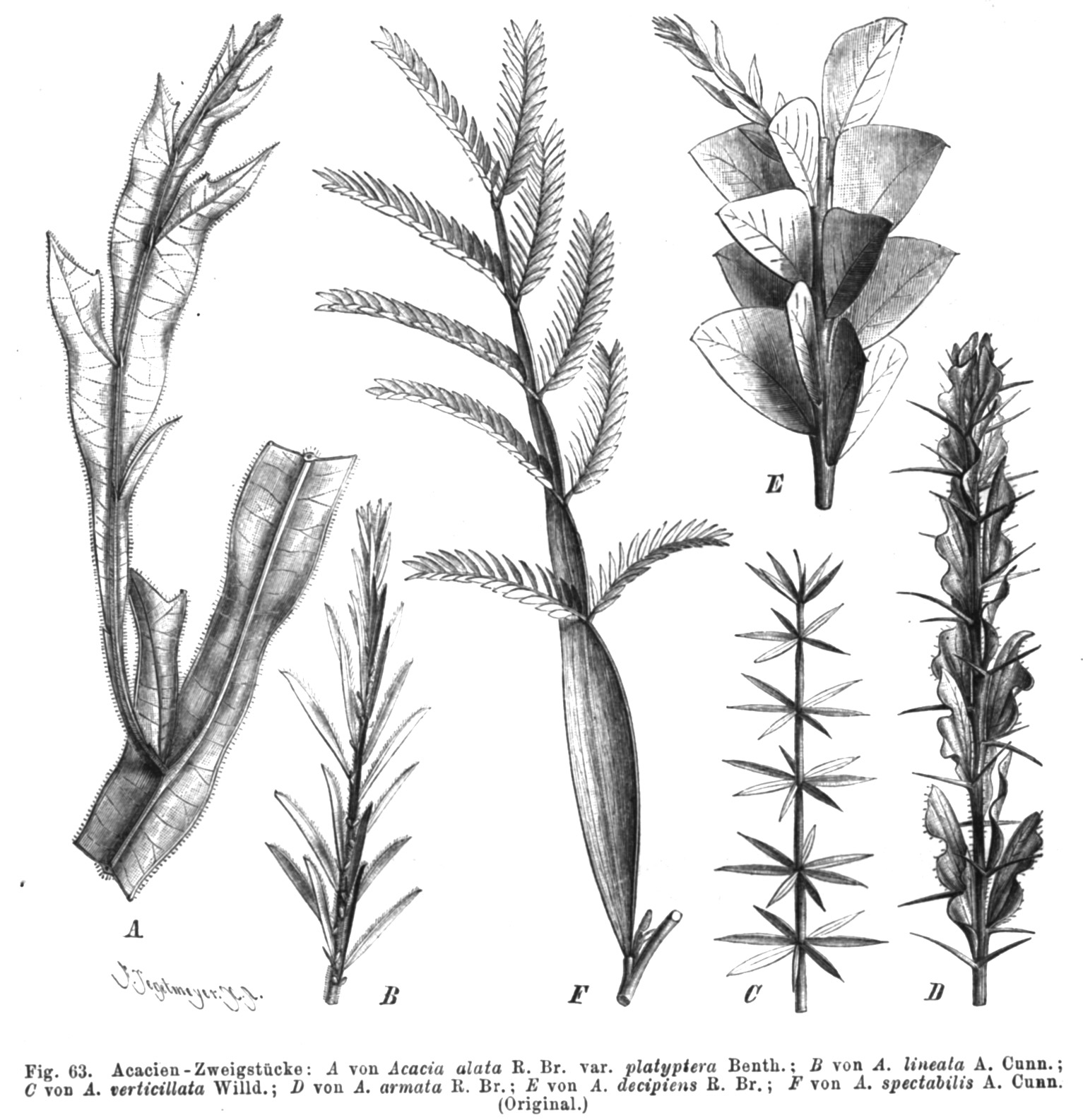
Branches de différentes espèces du genre Acacia.

On compte plus de 1 500 espèces d'acacias à travers le monde dont près de 1 000 uniquement en Australie. C'est d'ailleurs un acacia ou mimosa, le mimosa doré  (Acacia pycnantha) qui est la fleur nationale de l'Australie. Les acacias se rencontrent dans une grande variété de conditions écologiques, allant des zones littorales, aux zones fortement arrosées ou aux régions sub-montagneuses en passant par les zones  arides ou sub-arides. C'est cependant dans ces dernières qu'on les rencontre le plus.

### Appareil végétatif
Les feuilles en principe composées bipennées sont souvent munies d'un rachis qui se dilate en même temps que les folioles disparaissent, produisant des phyllodes caractéristiques des espèces australiennes. Quelques-unes, plus rares, n'ont pas de feuilles du tout et possèdent des tiges transformées en cladodes. Leur position verticale assure une protection contre la déshydratation et la trop grande insolation. Parfois, la tige est couverte d'épines résultant de la transformation de stipules ou de rameaux.

### Appareil reproducteur
Les fleurs généralement petites sont actinomorphes, groupées en inflorescences qui forment des têtes globuleuses ou qui simulent des épis cylindriques, des capitules. Selon les espèces, les inflorescences peuvent comporter de quelques fleurs (pauciflorie) à plus d'une centaine (multiflorie). En général, ils fleurissent tout au long de l'année avec une éclosion principale au printemps et une floraison de moindre importance le reste de l'année. Les fleurs sont en général jaunes ou blanches, bien qu'il existe quelques espèces aux fleurs roses.
Le périanthe est à 4-5 sépales, 4-5 pétales. L'androcée est méristémone à étamines libres. Le pistil est composé d'un carpelle. Les fruits sont des gousses.

## Symbiose
Plusieurs genres de fourmis, des Tetraponera, les Crematogaster mimosae et Crematogaster nigriceps, vivent en symbiose avec l’Acacia drepanolobium dans des structures appelées domaties.
Chacun fournit des avantages à l’autre : l’acacia produit des cavités dans de grandes épines, qui sont utilisées par les fourmis comme nid et leur procure également des nutriments riches en lipides et en protéines. Ces derniers sont contenus dans le nectar et les corps beltiens de l’arbre. En contrepartie les fourmis assurent la protection de l’acacia contre les herbivores, insectes et plantes compétitrices en utilisant leurs mandibules. Certaines fourmis sont également munies d’une défense antimicrobienne sur leurs pattes inhibant la croissance des pathogènes d’acacia,. 

Dans le cas où les fourmis arrêtent de coopérer, l’arbre voit son immunité diminuer : on retrouve une grande quantité de feuilles nécrosées, des racines avec une croissance freinée et une perte importante du feuillage. Il tente de résister en produisant par exemple de l’acide salicylique, une hormone végétale de défense contre les pathogènes. Cependant sans le soutien des fourmis, l’acacia n’est pas capable de contrer les attaques extérieures et ne peut survivre qu’une seule année,. En conséquence, celui-ci s’adapte et produit de moins en moins de nutriments, diminue le diamètre de ses épines provoquant la disparition de ressources pour ces insectes.

## Importance biologique

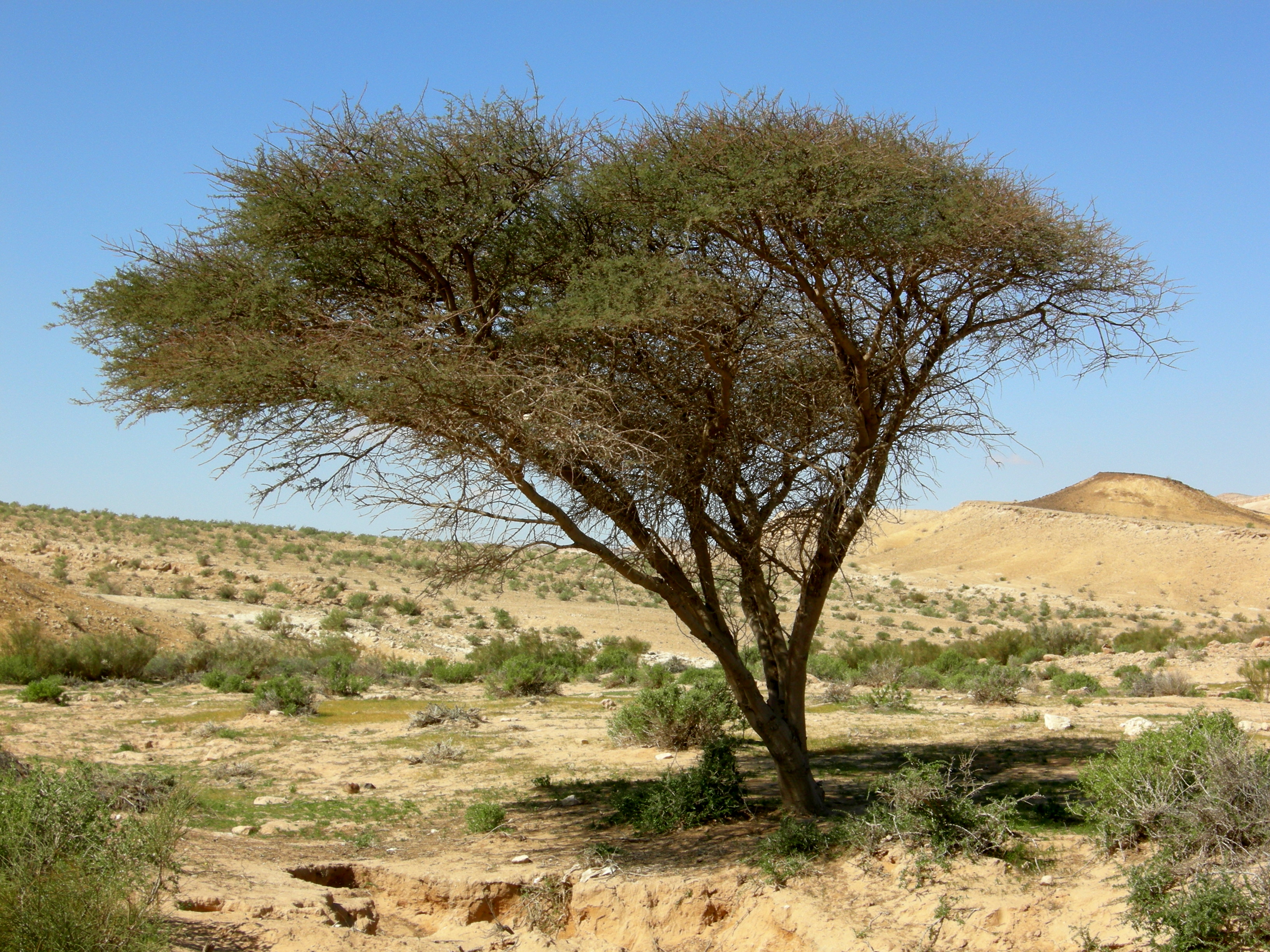
Un acacia dans le désert du Néguev, en Israël.

Dans les régions semi-arides, les Acacia sont très importants d’un point de vue écologique. Ce genre fournit de l’ombre aux êtres humains et aux animaux en plus de procurer (avec ses fruits en gousse) de la nourriture pour les animaux (par exemple, pour les chèvres et les dromadaires, deux espèces animales souvent domestiquées par la population locale, ou les girafes).
De plus, ce genre a aussi une grande importance biologique en étant un foyer pour plusieurs espèces d’oiseaux. Il crée aussi un endroit propice pour que d’autres espèces de plantes viennent s’établir à proximité en fixant l'azote (grâce à un travail de symbiose avec des bactéries) et en enrichissant le sol d’autres nutriments, grâce aux racines qui vont aller les chercher  plus en profondeur et les remonter à la surface. Les racines sont plutôt superficielles, rares et peu vigoureuses en profondeur.

## Utilisation
Beaucoup d'espèces produisent de la gomme. La vraie gomme arabique provient de l'espèce Acacia senegal commune aussi bien dans les régions tropicales d'Afrique de l'Ouest qu'en Afrique de l'Est. En Inde, Acacia arabica produit de la gomme mais de qualité inférieure à la vraie gomme arabique. En Inde également, Acacia concinna est utilisée traditionnellement pour les soins des cheveux.
Il est aussi utilisé comme bois de combustion et comme matériaux de construction (comme les membrures des navires). Cet arbre peut aussi servir à construire des barrières de protection autour des villages et des champs (cela grâce aux épines pointues qui se trouvent sur les branches de l’Acacia).
Un médicament astringent, appelé catechou, est obtenu en faisant bouillir le bois  de l'espèce Acacia catechu puis par évaporation.

## Liste des espèces

### Principales espèces
En France, le mimosa d'hiver vendu chez les fleuristes ou qui pousse dans les régions les plus chaudes et fleurit en janvier-février est l'espèce Acacia dealbata, tandis que le mimosa des quatre saisons (Acacia retinodes), originaire d'Australie du sud et de Tasmanie, plus rustique, fleurit toute l'année et peut être planté dans des jardins exposés au gel modéré.
Dans le cadre du Conservatoire des collections végétales spécialisées (CCVS), une collection agréée de 90 espèces d'Acacias est implantées dans le parc botanique de Château Pérouse,.

#### Flore australienne
- Acacia acinacea
- Acacia acuminata
- Acacia adunca
- Acacia alata
- Acacia alpina
- Acacia aneura
- Acacia baileyana
- Acacia bancroftii
- Acacia beckleri
- Acacia binervata
- Acacia boormanii
- Acacia buxifolia
- Acacia calamifolia
- Acacia cambagei
- Acacia cardiophylla
- Acacia complanata
- Acacia concurrens
- Acacia conferta
- Acacia conspersa
- Acacia continua
- Acacia covenyi
- Acacia craspedocarpa
- Acacia cultriformis
- Acacia dealbata
- Acacia deanei subsp. Paucijuga
- Acacia decurrens
- Acacia denticulosa
- Acacia dimidiata
- Acacia doratoxylon
- Acacia drummondii
- Acacia dunnii
- Acacia elongata
- Acacia erinacea
- Acacia erioloba
- Acacia extensa
- Acacia falcata
- Acacia falciformis
- Acacia farnesiana
- Acacia fimbriata
- Acacia flexifolia
- Acacia floribunda
- Acacia genistifolia
- Acacia glandulicarpa
- Acacia glaucoptera
- Acacia gummifera
- Acacia gunnii
- Acacia hakeoides
- Acacia harpophylla
- Acacia holosericea
- Acacia howittii
- Acacia hubbardiana
- Acacia implexa
- Acacia inophloia
- Acacia iteaphylla
- Acacia jibberdingensis
- Acacia kempeana
- Acacia kettlewelliae
- Acacia lanigera
- Acacia leprosa
- Acacia leptoloba
- Acacia linifolia
- Acacia longifolia
- Acacia macradenia
- Acacia maidenii
- Acacia mangium
- Acacia melanoxylon - Mimosa à bois noir (Blackwood)
- Acacia mearnsii
- Acacia montana
- Acacia mountfordiae
- Acacia mucronata
- Acacia myrtifolia
- Acacia nigricans
- Acacia nuperrima subsp.cassitera
- Acacia obliquinervia
- Acacia olgana Maconochie, 1978
- Acacia oncinocarpa
- Acacia oshanesii
- Acacia oxycedrus
- Acacia papyrocarpa
- Acacia paradoxa
- Acacia parramattensis
- Acacia pendula
- Acacia penninervis
- Acacia perangusta
- Acacia plicata
- Acacia podalyriifolia
- Acacia pravissima
- Acacia prominens
- Acacia pycnantha
- Acacia restiacea
- Acacia retinodes
- Acacia riceana
- Acacia rigens
- Acacia rostellifera
- Acacia rubida
- Acacia salicina
- Acacia saligna
- Acacia schinoides
- Acacia sclerophylla
- Acacia semilunata
- Acacia siculiformis
- Acacia spectabilis
- Acacia stenophylla
- Acacia stricta
- Acacia suaveolens
- Acacia sulcata
- Acacia terminalis
- Acacia translucens
- Acacia triptera
- Acacia truncata
- Acacia ulicifolia
- Acacia uncinata
- Acacia verniciflua
- Acacia verticillata
- Acacia vestita

#### Flore africaine
- Acacia abyssinica Hochst. ex Benth.
- Acacia abyssinica subsp. abyssinica Hochst. ex Benth.
- Acacia albida
- Acacia amythethophylla Steud. ex A.Rich.
- Acacia asak (Forssk.) Willd.
- Acacia drepanolobium
- Acacia gourmaensis A.Chev.
- Acacia hecatophylla Steud. ex A.Rich.
- Acacia lahai Steud. & Hochst. ex Benth.
- Acacia macrostachya Reichenb. ex DC.
- Acacia nilotica
- Acacia nilotica var. tomentosa (Gonakier ou Gonakié)
- Acacia oerfota (Forssk.) Schweinf.
- Acacia polyacantha Willd.
- Acacia polyacantha subsp. campylacantha (Hochst. ex A.Rich.) Brenan
- Acacia senegal
- Acacia seyal
- Acacia sieberiana DC.
- Acacia sieberiana var. woodii (Burtt-Davy) Keay & Brenan
- Acacia tortilis (Forssk.) Hayne
- Acacia tortilis var. spirocarpa (Hochst. ex A.Rich.) Brenan
- Acacia tortilis subsp. raddiana
- Acacia venosa Hochst. ex Benth.

#### Flore indienne
- Acacia arabica
- Acacia catechu
- Acacia concinna

#### Flore américaine
- Acacia angustissima
- Acacia collinsii
- Acacia cornigera, acacia cornes à bœuf, acacia double-épine (Antilles)
- Acacia farnesiana (L.) Willd., Acacia jaune, acacia odorant (Antilles)
- Acacia greggii
- Acacia macracantha, acacia savane (Antilles)
- Acacia muricata, tendre à caillou (Antilles)
- Acacia nilotica, acacia de Cayenne (Antilles)
- Acacia paraensis
- Acacia retusa, amourette, fleur d'amour (Antilles)
- Acacia rigidula
- Acacia tamarindifolia (Antilles)
- Acacia tortuosa, pompon jaune, acacia bord de mer (Antilles)

#### Flore des îles océaniques
- Acacia heterophylla - Tamarin des Hauts (île de La Réunion)
- Acacia koa (Hawaï)
- Acacia spirorbis - Faux gaïac (Nouvelle-Calédonie)
- Acacia simplex

## Symbolisme
- Judaïsme et Christianisme
  - Le bois d'acacia est cité dans la Bible pour la fabrication de l’Arche de l’Alliance (Ex 25, Ex 26, Ex 36) ainsi que de l’autel (Ex 27, Ex 38). Il s'agit probablement de l'acacia de Néguev[17].

- Calendrier républicain / révolutionnaire français
  - L'acacia y voyait son nom attribué au 14e jour du mois de prairial, généralement chaque 2 juin du calendrier grégorien.

- Franc-maçonnerie
  - La branche d'acacia est un symbole de la franc-maçonnerie, lié à la légende d'Hiram, architecte du temple de Salomon[18].

- Célébration
  - En Australie, chaque 1er septembre, se fête une journée nationale de l'Acacia. L'Acacia pycnantha est un emblème officiel du pays.